# Wilhelm August Traugott Roth
Wilhelm August Traugott Roth (* 1720 bei Erfurt; † 20. April 1765 in Halle an der Saale) war ein deutscher Organist und Komponist. 

## Leben
Roth erhielt seine erste musikalische Ausbildung bei Jakob Adlung in Erfurt und Johann Gottfried Walther in Weimar. 
Er studierte Philosophie und Theologie an der Universität Halle. Ab 1754 wirkte Roth in Berlin, wo er seit 1758 Organist der Petrikirche war. Er vertiefte seine musikalische Bildung im Kreise von Johann Friedrich Agricola, Carl  Philipp Emanuel  Bach, den Gebrüdern Graun und Friedrich Wilhelm  Marpurg und lieferte komponierte Beiträge für die Wochenschrift Der Freund. 
1764 wurde er als Organist der Marktkirche Unser Lieben Frauen in Halle zum Nachfolger von Wilhelm  Friedemann Bach, starb jedoch bereits nach wenigen Monaten im Amt.

## Werke
- Lieder aus der Wochenschrift: Der Freund, mit Melodien von W. A. T. Roth, Berlin 1757